# تازة كند (مراغة)
تازة كند هي قرية في مقاطعة مراغة، إيران. عدد سكان هذه القرية هو 28 في سنة 2006.